# Людо Крегелін
Людо Крегелін (нім. Ludo Kregelin; 20 жовтня 1919, Менкебуде — 28 серпня 2017, Гамбург) — німецький офіцер-підводник, оберлейтенант-цур-зее крігсмаріне.

## Біографія
1 жовтня 1938 року вступив на флот. В лютому-червні 1941 року пройшов курс підводника, після якого був переданий в розпорядження 3-ї флотилії. З листопада 1941 року — 1-й вахтовий офіцер на підводному човні U-432. В жовтні-листопаді 1942 року пройшов курс командира човна. З 7 грудня 1942 по 15 лютого 1944 року — командир U-60, в 1943 році одночасно виконував обов'язки командира U-38. З 30 травня по 4 червня 1944 року — командир U-236, з 22 серпня 1944 по 4 квітня 1945 року — U-3003. В квітні був переданий в розпорядження 4-ї флотилії. В травні був взятий в полон. 8 серпня 1945 року звільнений. Після війни разом з дружиною і дочками мешкав у Гамбурзі.

## Звання
- Кандидат в офіцери (1 жовтня 1938)
- Морський кадет (1 липня 1939)
- Фенріх-цур-зее (1 грудня 1939)
- Оберфенріх-цур-зее (1 серпня 1940)
- Лейтенант-цур-зее (1 квітня 1941)
- Оберлейтенант-цур-зее (1 квітня 1943)